# 사모아

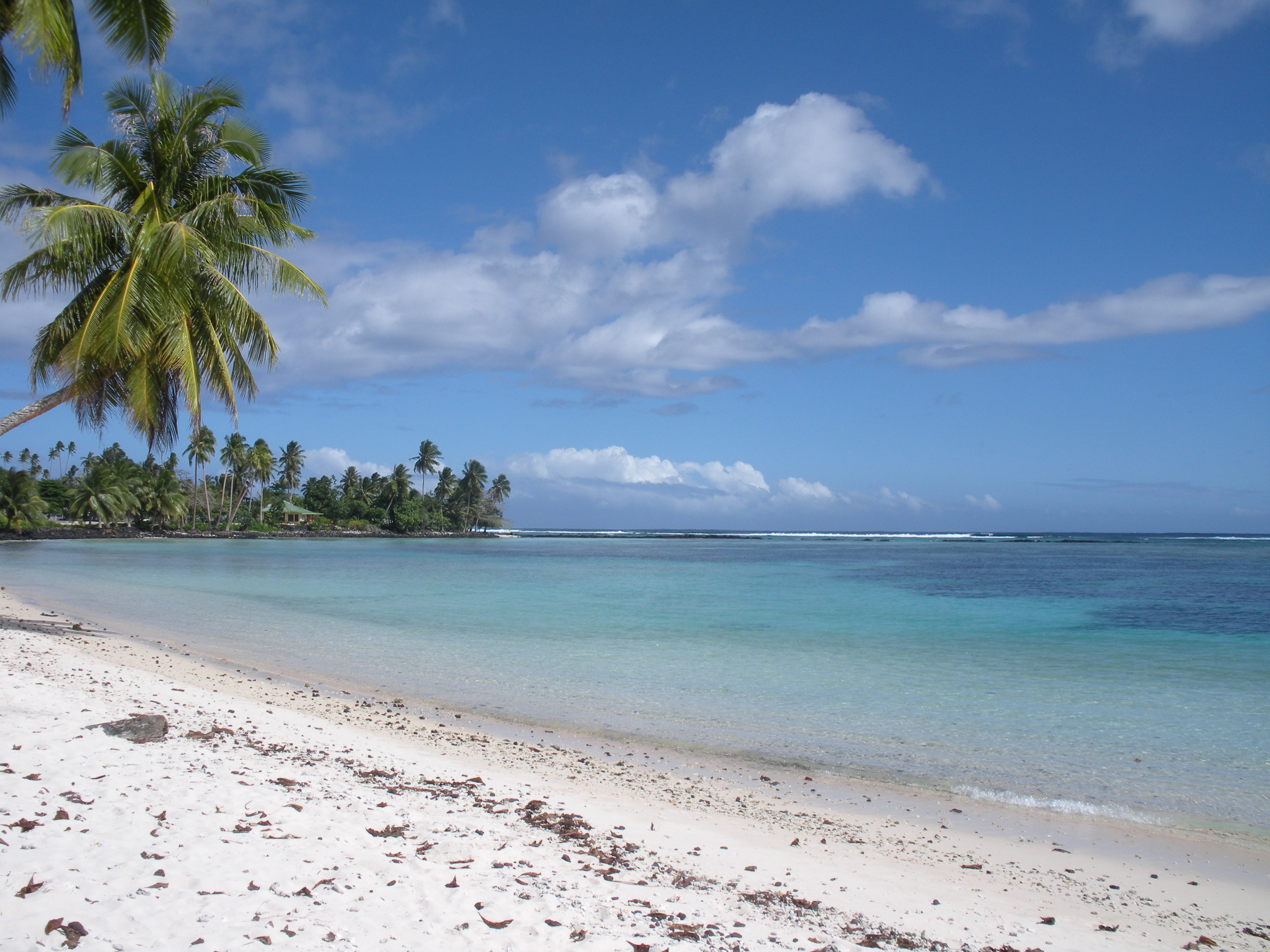

사모아 독립국(사모아어: Malo Sa'oloto Tuto'atasi o Samoa, 영어: Independent State of Samoa)은 오세아니아의 폴리네시아 사모아 제도에 있는 나라이며, 수도는 아피아이다. 동쪽에 접하는 미국령 사모아와 구별하기 위하여 서사모아(Western Samoa, 문화어: 서부사모아)라고도 부른다.
사바이와 우폴루 두 개의 주요 섬과 두 개의 작은 유인도(마노노와 아폴리마), 그리고 여러 개의 무인도(알레이파타 제도의 누우텔레, 누우루아, 파누아타푸, 나무아 등)로 구성된 폴리네시아 섬나라이다. 미국령 사모아에서 서쪽으로 64킬로미터, 통가에서 북동쪽으로 889킬로미터, 피지에서 북동쪽으로 1,152킬로미터, 왈리스 푸투나에서 동쪽으로 483킬로미터, 투발루에서 남동쪽으로 1,151킬로미터, 토켈라우에서 남쪽으로 519킬로미터, 하와이에서 남서쪽으로 4,190킬로미터, 니우에에서 북서쪽으로 610킬로미터 떨어져 있다. 라피타인들은 약 3,500년 전 사모아 제도를 발견하고 정착했으며, 사모아어와 사모아의 문화적 정체성을 발전시켰다.
사모아는 단일 의회 민주주의 국가로, 11개의 행정 구역으로 나뉜다. 주권 국가이며 영연방 회원국이다. 서사모아는 1976년 12월 15일 유엔에 가입하였다. 사모아인들의 항해 기술 덕분에 20세기 이전의 유럽 탐험가들은 미국령 사모아를 포함한 전체 섬 그룹을 항해자라는 뜻의 "네비게이터 제도"라고 불렀다. 이 나라는 1899년부터 1915년까지 독일 제국의 식민지였고, 이후 1962년 1월 1일 독립할 때까지 영국과 뉴질랜드의 공동 식민 통치를 받았다.

## 역사
사모아는 오세아니아 언어를 사용하는 오스트로네시아 계열의 라피타 사람들이 발견하고 정착한 곳으로, 멜라네시아에서 이주해 온 것으로 알려져 있다. 사모아에서 발견된 가장 빠른 인류 유적은 약 2,900년에서 3,500년 전으로 거슬러 올라가며, 이 유적은 물리파누아의 라피타 유적지에서 발견되었고, 그 연구 결과는 1974년에 발표되었다. 사모아인의 기원은 현대에 이르러 폴리네시아인의 유전학, 언어학, 인류학적 연구를 통해 조사되고 있으며, 여러 가지 이론이 제시되었다. 그 중 하나의 이론은 초기 사모아인들이 오스트로네시아인으로, 기원전 2,500년에서 1,500년 사이에 동남아시아와 멜라네시아에서 라피타인들이 동쪽으로 확장하는 마지막 시기에 도착했다는 것이다.
사모아, 피지, 통가 간에는 긴밀한 사회문화적 및 유전적 연대가 유지되었으며, 사모아인, 피지인, 통가인 간의 섬간 항해와 혼인 관계를 나타내는 구전 역사와 원주민 계보를 뒷받침하는 고고학적 증거들이 확인되었다. 사모아 역사에서 주목할 만한 인물로는 투이 마누아 가문, 살라마시나 여왕, 포노티 왕 등이 있다. 나파누아는 고대 사모아 종교에서 신격화된 유명한 여전사로, 사모아 통치자들은 나파누아의 가호를 매우 중요하게 여겼다.
오늘날 사모아는 두 주요 왕족 가문인 사 말리에토아와 사 투푸아 아래 통합되어 있다. 사 말리에토아는 13세기에 통가인들을 물리친 고대 말리에토아 가문의 후손이며, 사 투푸아는 살라마시나 여왕의 후손으로, 수 세기 동안 사모아를 통치한 가문이다. 사모아의 최고 직분 네 개를 두 가문이 갖고 있는데, 각각 고대의 말리에토아와 투푸아 타마세세, 그리고 19세기 전쟁에서 두드러지게 된 새로운 직분인 마타아파와 투이말레알리이파노가 있다. 이들은 오늘날 사모아 마타이 시스템의 정점에 위치해 있다.
유럽인들과의 접촉은 18세기 초에 시작되었다. 네덜란드인 야코프 로게빈은 1722년에 사모아 제도를 최초로 목격한 비폴리네시아인이었으며, 그 후 1768년에 프랑스 탐험가 루이 앙투안 드 부갱빌이 이 섬들을 "네비게이터 제도"로 명명했다. 유럽인들과의 접촉은 1830년대까지 제한적이었으나, 그때부터 런던 선교회 소속의 영국 선교사들, 고래잡이들, 상인들이 사모아에 도착하기 시작했다.
이후 1889년부터 영국이 영향력을 행사하다가 1899년부터 1918년까지는 독일 제국이 지배하였으나, 독일 제국이 제1차 세계 대전에서 패전한 이후로는 뉴질랜드가 지배했다. 1962년 1월 1일에 뉴질랜드로부터 독립하였다. 독립하기 전에도 군주가 존재하였다.
1975년 12월 15일에는 유엔에 가입하였으며, 1997년에는 공식적인 국호를 서사모아(Western Samoa)에서 사모아(Samoa)로 바꾸었다. 그러나 동쪽에 접하는 아메리칸사모아와의 구별을 위하여 여전히 서사모아라고도 불리고 있다.
말리에토아 타누마필리 2세(1913년~2007년)가 서거한 이후, 지금의 입헌군주국이 되었다.

### 날짜 변경
2011년 12월 말, 사모아는 시간대를 UTC-11에서 UTC+13으로 변경하여 하루를 앞당겼다. 이로 인해 2011년 12월 30일 금요일이 현지 달력에서 사라지게 되었으며, 국제 날짜 변경선의 위치도 사모아 영토 동쪽으로 이동하게 되었다. 이 변화는 사모아가 호주와 뉴질랜드와의 교역에서 경제적 이점을 얻기 위해 이루어진 것이다. 이전에는 사모아가 시드니보다 21시간 늦었지만, 이 변화로 인해 현재는 3시간 앞서게 되었다. 이전 시간대는 1892년 7월 4일에 도입되었으며, 캘리포니아에 기반을 둔 미국 상인들과 일치하도록 운영되었다. 2021년 10월, 사모아는 일광 절약 시간제(서머타임)도 폐지하였다.

## 지리
사모아는 오세아니아 날짜변경선의 동쪽 멜라네시아의 동단 피지에서 북동쪽으로 약 800km 해상에 위치하는 화산군도이다. 주도 사바이는 이 지방 최대의 섬이며, 높이 1,858m의 실리실리산이 솟아 있고, 다음으로 큰 우폴루섬에는 높이 1,100m의 피토산이 솟아 있다.
사바이섬은 용암류로 뒤덮인 토지가 넓은 면적을 차지하고 있어 섬이 큰데도 불구하고 전인구의 불과 1/3이 거주할 뿐이다. 산호초로 둘러싸인 해안과의 사이에는 좁은 평지가 있어 취락은 거의 이곳에 입지한다.

## 인구
주민의 90% 이상이 폴리네시아계의 사모아인이다. 사모아인과 유럽인의 혼혈이 7% 정도이고, 1%에 못 미치는 유럽인이 있다. 주민의 50% 이상이 기독교를 믿는다.

## 언어
공용어는 사모아어와 영어이다. 제2언어 사용자를 포함하면 주민은 일상 생활에서는 사모아어를 사용하는 경우가 많으며, 영어는 관광 장소에서 널리 통용된다. 이 나라는 문맹률이 상당히 낮은 나라에 속한다.
사모아의 청각 장애인들 사이에서는 사모아 수화도 널리 사용되고 있다. 수화의 완전한 포용의 중요성을 강조하기 위해, 2017년 국제 청각 장애인의 주간 동안 사모아 경찰청, 적십자사, 그리고 일반 대중을 대상으로 기본적인 사모아 수화 교육이 이루어졌다.

## 경제
사모아의 주된 산업은 농업이며 타로감자·얌감자·빵나무 등을 재배한다.
19세기 말부터는 코코야자를 심기 시작하여 코프라 역시 중요한 수출품이 되었다. 바나나, 카카오 등도 수출액의 90% 이상을 차지할 만큼 재배가 활발하다. 근해는 가다랭이, 다랑어의 좋은 어장으로 어획량이 많다. 1998년 통계에 의하면 관광수입 3,800만 달러로, 관광산업 역시 사모아의 경제에 중요한 부분을 차지하고 있다.
1994년부터 추진되어 온 경제구조 개혁정책을 통해 물가안정, 수출 증가 등 가시적 성과를 거두고 있으며 국민의 생활수준도 점차 높아지고 있다. 그러나 전통적 농업에 노동 인구의 약 60%가 종사하고, 국제수지가 항상 적자인 탓에 외국의 차관과 원조에 많이 의지하고 있다.
수출 규모는 1,780만 달러이고 수입 규모는 1억 1262만 달러이다(1999년 통계). 1인당 국민총생산(GNP)은 1,300달러(1999년 통계)이다.

## 문화

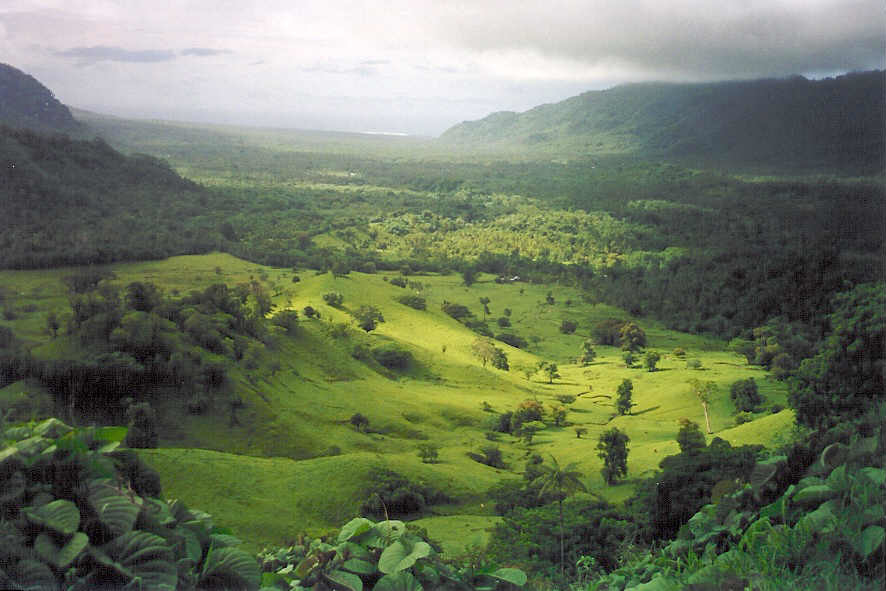
우폴루섬의 팔레파 골짜기

사모아의 전통을 그들의 언어로 파아 사모아(Faʻa Sāmoa)라고 하며, 사모아인의 삶과 정치에서 여전히 강력한 영향력을 발휘하고 있다. 파아 사모아는 가장 오래된 폴리네시아 문화 중 하나로, 3,000년에 걸쳐 발전해 왔으며, 수세기에 걸친 유럽의 영향을 견디면서도 역사적인 관습, 사회 및 정치 체계, 그리고 언어를 유지해 왔다. 문화적 관습 중 사모아의 아바(ʻava) 의식은 마타이 족장 칭호 수여식 등 중요한 행사에서 엄숙한 의식 기능한다. 문화적으로 중요한 물품으로는 정교하게 짜인 '이에 토가('ie toga)가 있다.

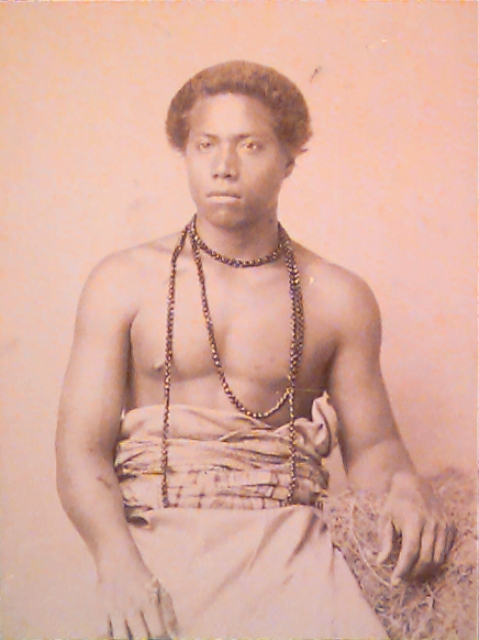
이에 토가를 착용한 사모아 청년

사모아 신화에는 창조 이야기를 비롯해 타갈로아와 전쟁의 여신 나파누아 등 전설적인 인물들이 등장한다. 나파누아는 영혼의 세계인 풀로투를 다스리는 사베아시 울레오의 딸이다. 또한, 첫 번째 코코넛 나무의 기원을 설명하는 "시나와 뱀장어" 전설도 사모아 신화의 일부이다.
많은 사모아인들은 영적이며 종교적인 성향을 가지고 있으며, 기독교를 파아 사모아와 조화롭게 융합시켰다. 고대의 신앙은 특히 파아 사모아의 전통적인 관습과 의식과 관련하여 기독교와 나란히 공존하고 있다. 사모아 문화는 사람들 간의 관계를 의미하는 바페알로아이(vāfealoa'i) 원칙을 중심으로 형성되며, 이 관계는 파알로알로(fa'aaloalo)라고 불리는 존경을 바탕으로 한다. 기독교가 사모아에 도입되었을 때 대부분의 사모아인들이 개종하였으며, 현재 인구의 98%가 기독교인이다.
마을 주민들이 공연하는 전통적인 음악 공연의 하나인 피아피아(fiafia)는 오늘날에도 큰 호텔 등에서 축제 형태로 계속되고 있다. 사모아의 가장 큰 축제는 합창과 불·칼 춤, 시바(전통 춤), 파우타시(긴 배) 경주 등이 벌어지는 테우일라 축제(Teuila Festival)로 해마다 9월이 되면 행한다.
문신을 새기는 것은 이 나라에서는 중요한 의식으로, 남자들은 12~14세가 되면 허리부터 무릎까지 문신을 새긴다. 다이버들이 모여 벌이는 8월의 폴리네시안 다이빙 축제(Polynesian Dive Fest)도 인기가 있다. 이밖에도 많은 수상 축제가 열린다.
음식은 타로 뿌리, 바나나, 코코넛, 해산물 등을 즐겨 먹는다. 돼지는 기념일이나 축제기간에 주로 먹는다. 대부분의 음식에는 소금을 넣은 코코넛 크림인 페페라고 하는 양념을 사용한다.
스포츠는 럭비 유니언이 가장 인기가 있으며 대한민국은 사모아와 럭비 경기를 해서 74대 7로 패배하기도 했다. 축구 리그도 존재하는데, 사모아 내셔널 리그가 사모아의 최상위 축구 리그이다. 경기장으로는 톨리아포아 J. S. 블라터 사커 스타디움을 사용한다.
명절로는 1월 1일 설날, 3월 25일 앤제크 데이, 4월의 부활절, 6월 1∼3일 독립기념일, 10월 두 번째 일요일의 어린이날, 12월 26일 복싱 데이(Boxing Day) 등이 있다.
스코틀랜드의 작가 로버트 루이스 스티븐슨이 이곳에서 살았으며, 그의 묘비가 있다.

## 기후
연평균 기온은 27℃ 정도이나 무역풍의 영향으로 비가 많아 연강수량은 3,000~4,000mm 안팎이다. 비는 11월부터 4월에 걸쳐 집중적으로 오는데 산지에서는 6,000mm를 넘기는 경우도 있다. 섬 전체는 열대식물에 뒤덮여 습도가 높으며 거의 동위도상에 있는 타히티나 피지보다 무덥다.
| 아피아의 기후                                | 아피아의 기후 | 아피아의 기후 | 아피아의 기후 | 아피아의 기후 | 아피아의 기후 | 아피아의 기후 | 아피아의 기후 | 아피아의 기후 | 아피아의 기후 | 아피아의 기후 | 아피아의 기후 | 아피아의 기후 | 아피아의 기후  |
| 월                                           | 1월           | 2월           | 3월           | 4월           | 5월           | 6월           | 7월           | 8월           | 9월           | 10월          | 11월          | 12월          | 연간           |
| -------------------------------------------- | ------------- | ------------- | ------------- | ------------- | ------------- | ------------- | ------------- | ------------- | ------------- | ------------- | ------------- | ------------- | -------------- |
| 일평균 최고 기온 °C (°F)                     | 30.4 (86.7)   | 30.6 (87.1)   | 30.6 (87.1)   | 30.7 (87.3)   | 30.4 (86.7)   | 30.0 (86.0)   | 29.5 (85.1)   | 29.6 (85.3)   | 29.9 (85.8)   | 30.1 (86.2)   | 30.3 (86.5)   | 30.5 (86.9)   | 30.2 (86.4)    |
| 일평균 최저 기온 °C (°F)                     | 23.9 (75.0)   | 24.2 (75.6)   | 24.0 (75.2)   | 23.8 (74.8)   | 23.4 (74.1)   | 23.2 (73.8)   | 22.6 (72.7)   | 22.8 (73.0)   | 23.1 (73.6)   | 23.4 (74.1)   | 23.6 (74.5)   | 23.8 (74.8)   | 23.5 (74.3)    |
| 평균 강수량 mm (인치)                        | 489.0 (19.25) | 368.0 (14.49) | 352.1 (13.86) | 211.2 (8.31)  | 192.6 (7.58)  | 120.8 (4.76)  | 120.7 (4.75)  | 113.2 (4.46)  | 153.9 (6.06)  | 224.3 (8.83)  | 261.7 (10.30) | 357.5 (14.07) | 2,965 (116.72) |
| 출처: World Meteorological Organization (UN) |               |               |               |               |               |               |               |               |               |               |               |               |                |

## 정치
사모아는 영연방에 속한 나라로, 헌법상 국가원수는 5년 임기의 의회 선출로 되어 있다. (하지만 말리에토아 타누마필리 2세 전 국가원수에 한해 초대 국가원수로서, 특별히 종신의 임기가 부여되었다.) 그러나 국가원수는 명목상의 권한만 가지며 수상과 각료의 조언에 따라 권한을 행사한다.
행정부는 국가원수와 의회가 선출하는 총리 및 12명의 각료로 구성된다. 각료는 총리의 제청에 의하여 국가원수가 임명한다.
입법부는 단원제로 47명의 의원으로 구성되며 임기는 5년이다. 그중 45명은 마타이의 칭호를 가진 사람이고, 나머지 2명은 비사모아인 의원이다. 원래는 마타이만이 의원 피선거권을 가졌으나 1990년 10월 국민투표에 의하여 21세 이상의 모든 국민이 피선거권을 보유하고 있다.

## 외교

### 한국과의 관계
사모아는 원래는 대한민국과 조선민주주의인민공화국과 모두 수교를 맺고 있었다. 그러나, 1983년의 아웅산묘역 폭탄테러사건 이후로는 조선민주주의인민공화국과 단교를 선언함으로써 지금까지도 대한민국 단독 수교국이다. 대한민국은 주 뉴질랜드 대사관이 사모아에 대한 외교를 겸임한다.
한국 전쟁 당시 월튼 워커는 대한민국이 패망하면 이승만 등 대한민국의 주요 인사와 그 가족 등을 사모아로 피난시켜 망명 정부를 구성하려는 계획을 수립하였으며 1953년 한국전쟁이 휴전됨으로써 대한민국은 패망하지 않았다.

### 중국과의 관계
사모아는 원래 중화민국과의 단독 수교였으나, 1975년 11월 6일부터 중화민국을 버리고 중화인민공화국과의 외교 관계가 시작되면서 중국으로 인정되었다. 그러나 중국과의 관계로는 참치의 무분별한 남획으로 인해 사모아에서는 자국 어민들이 잡을 수 있는 참치의 양이 급감하면서 중국과의 관계가 좋지 않는 인식이 있지만, 미국 못지 않게 우호적인 국가로 다스려져 있고 2008년 티베트 봉기가 발생될 당시에는 티베트를 비판했었던 전례가 있다.

### 그밖의 다른 나라와의 관계
미국
미국의 경우 아메리칸사모아가 바로 이웃하고 있어 미국과의 관계는 매우 돈독하다.
영국
영국은 과거 이 섬을 식민지로 지배하였지만 독일령 사모아를 지배한 시절 독일과의 식민권 갈등이 존재한 바 있다. 하지만 영국과 사모아의 관계는 매우 돈독해지며, 영어를 공용어로 하고, 영연방 회원국에도 물론 속한다.
독일
독일은 19세기 무렵 식민 지배권을 행사하러 가기 위해 독일 제국의 대태평양 전진 기지로 진출하기 위해 독일령 뉴기니와 같이 독일의 식민 지배권을 강화하였으나, 이후였던 1914년, 제1차 세계 대전 당시 독일이 패망하게 되면서 독일이 식민권을 얻은 뉴기니와 함께 영국으로 넘겼고, 팔라우를 비롯, 멜라네시아 일대의 몇몇 도서 지역은 일본 제국으로 다시 할양하여 남양 군도로 넘겨진 바 있다. 그래서 역사적으로 볼 때 독일인의 식민 지배를 받은 이력이 있기 때문에 독일인이 사모아에 소수 정도만 거주한다.
통가
미국, 영국, 독일 제국 등에 의해 동서로 갈라져 나간 사모아와는 달리, 통가는 독립한 지역으로 존재하게 되는 국가로 계속 유지시켰다. 다만 통가는 사모아와 함께 식민권이 영국, 뉴질랜드로 이어지다가 1965년 독립국이 선포되어 오늘에 이르고 있으며, 통가와의 관계는 매우 돈독하다. 또한 영연방은 물론, 태평양 제도 포럼에 속하고 있으며 교류 협력도 자주 이어지기도 한다.

## 교통
사모아 국토 전체가 섬이기 때문에 철도는 없고, 팔레올로 국제공항을 통해 오스트레일리아, 뉴질랜드 등과 연결된다.

## 같이 보기
- 아메리칸사모아
- 아피아